# Ugra (Oblast' di Smolensk)
Ugra (in russo Угра?) è un villaggio dell'oblast' di Smolensk, in Russia; è il centro amministrativo del distretto Ugranskij. Aveva precedentemente lo status di insediamento di tipo urbano, dal 1966 al 2013.
Si trova sul fiume Ugra, 226 km a est di Smolensk.